# أبحاث عن الجبال

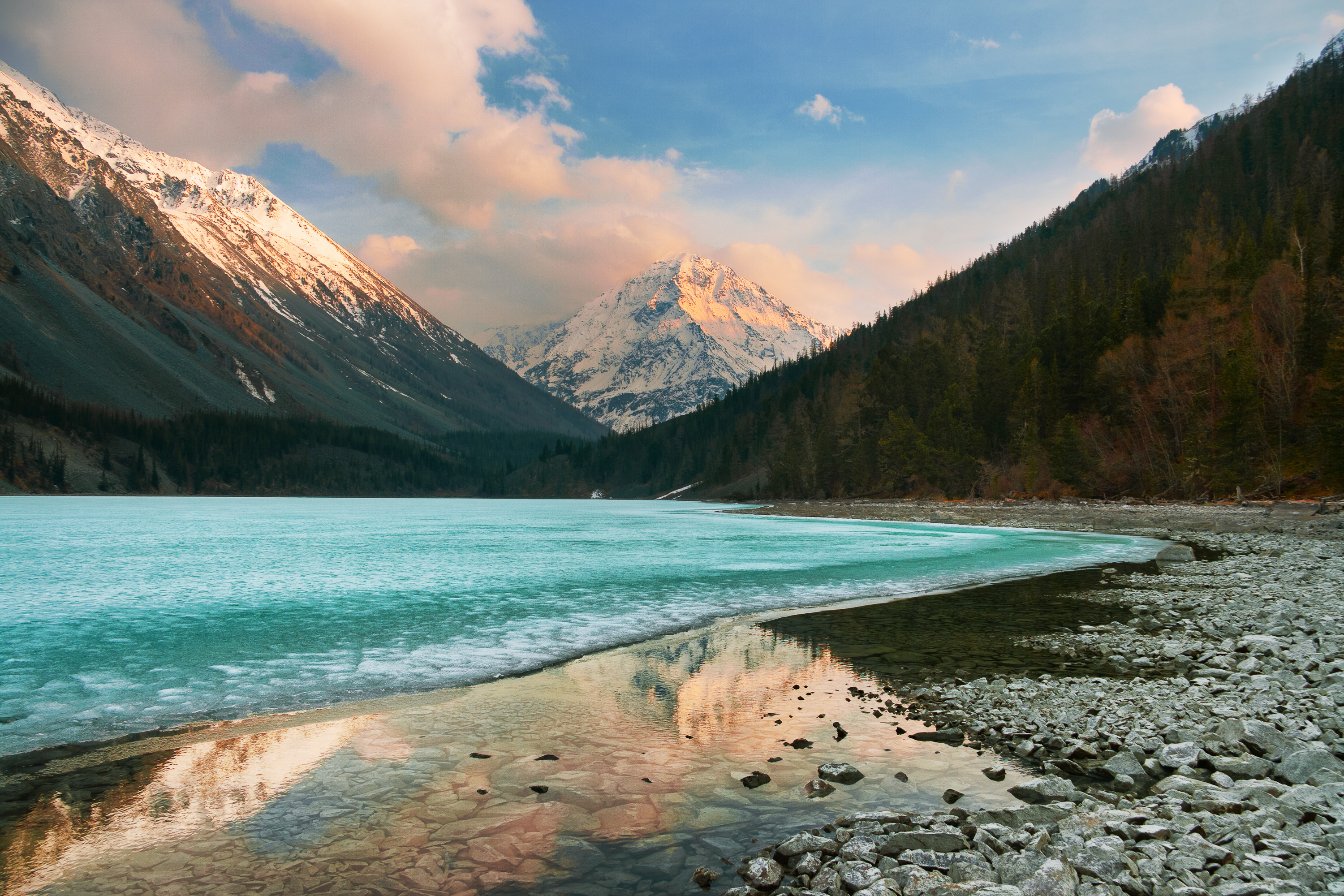
بحيرة كوشيرلا في جبال ألتاي.

تُعد الأبحاث الجبلية مجالاً بحثيًا متداخلاً ذات حقول متداخلة تركز بشكل إقليمي على الجزء المُغطى من غلاف الأرض الصخري بواسطة المناظر الطبيعية الجبلية.

## بؤرة التركيز
ينصب تركيز الأبحاث الجبلية بشكل عام على وصف علاقة الإنسان بالبيئة بشكل (إيجابي) والتنمية المستدامة للمناطق الجبلية (المعيارية). ومن ثم، تقع الأبحاث الجبلية كهمزة وصل بين العلوم الطبيعية، والعلوم الاجتماعية، والإنسانيات. وبالاعتماد على عمل ألكسندر فون هومبولدت في مملكة الأنديز، فإنه يتم اعتبار جغرافيا الجبال وعلم البيئة مناطق جوهرية للدراسة، على الرغم من أن الإسهامات المهمة تأتي من خلال علم الإنسان أو الجيولوجيا أو الاقتصاد أو التاريخ أو التخطيط المكاني. وبإيجاز، تعمل البحوث الجبلية على تطبيق نهجٍ متكامل متعدد المجالات يمكن مقارنته بـالبحوث القطبية أو البحوث البحرية.

## التسمية
تُعد البحوث الجبلية، المعروفة سابقًا أيضًا باسم (orology) ( من اللغة اليونانية oros ὄρος بمعنى 'جبل' and logos λόγος)- ينبغي عدم الخلط بينها وبين علم الجبال- (orography)، علمًا من علوم الجبال منتشرًا على نحوٍ متزايد، وهو مصطلح تم إدخاله بالفعل في قاموس أوكسفورد الإنجليزي عام 2002. فمن ناحية، تلقى مصطلح علم الجبال نقدًا بسبب المزج بين اللاتينية (mōns، الجمع montēs) واليونانية (logos). ومن ناحية أخرى، وعلى الرغم من ذلك، يكون ذلك أيضًا من الحالات المقبولة في عدة فروع معرفية موجودة بالفعل مثل علم الجليد أو علم الاجتماع.

## كتابات أخرى
- الأبحاث الجبلية والتنمية

## المواقع الالكترونية
- MRI Mountain Research Initiative
- The Mountain Forum
- AAG Mountain Geography Specialty Group
- Histoire des Alpes - Storia delle Alpi – Geschichte der Alpen (Journal)